# Communauté de communes de la Vacquerie
La Communauté de communes de la Vacquerie est une ancienne communauté de communes française, située dans le département du Nord et la région Nord-Pas-de-Calais, arrondissement de Cambrai.
Elle faisait partie du Pays du Cambrésis.

## Historique
L'intercommunalité a été créée par un arrêté préfectoral du 2 avril 1993, et regroupait alors les communes de Banteux, Gonnelieu, Gouzeaucourt et Villers-Plouich.
L'intercommunalité s'est depuis étendue :
- 2006 : Adhésion de la commune de Masnières ;
- 2013 : Adhésion de la commune de Bantouzelle[2],[3].

À la suite de cette adhésion, la CCV demeure la plus petite intercommunalité du département du Nord, avec une population légèrement supérieure à 5 000 habitants, loin du seuil minimal prévu par la loi portant nouvelle organisation territoriale de la République du 7 août 2015. En conséquence, le schéma départemental de coopération intercommunale approuvé le 30 mars 2016 prescrit la fusion  de la communauté d’agglomération de Cambrai et de la communauté de communes de La Vacquerie,, toutes deux concernées par le même «  bassin de vie et la zone d’emploi tels qu’ils sont décrits par l’INSEE ».
Elle fusionne avec la communauté d'agglomération de Cambrai au 1er janvier 2017.

## Le territoire communautaire

### Composition
La communauté de communes de la Vacquerie regroupait 6 communes :
| Nom                  | Code Insee | Gentilé         | Superficie (km2) | Population (dernière pop. légale) | Densité (hab./km2) |
| -------------------- | ---------- | --------------- | ---------------- | --------------------------------- | ------------------ |
| Gouzeaucourt (siège) | 59269      | Gouzeaucourtois | 12,11            | 1 571 (2014)                      | 130                |
| Banteux              | 59047      | Banteusiens     | 6,18             | 337 (2014)                        | 55                 |
| Bantouzelle          | 59049      | Bantouzellois   | 7,45             | 415 (2014)                        | 56                 |
| Gonnelieu            | 59267      | Ganelons        | 4,97             | 334 (2014)                        | 67                 |
| Masnières            | 59389      | Masnièrois      | 10,97            | 2 677 (2014)                      | 244                |
| Villers-Plouich      | 59625      | Villersois      | 10,97            | 417 (2014)                        | 38                 |

## Politique et administration

### Siège
Le siège de la communauté de communes est en mairie de Gouzeaucourt.

### Élus
La communauté de communes est administrée par son Conseil communautaire, composé de conseillers municipaux de chaque commune membre.

### Liste des présidents
| Période       | Période          | Identité            | Étiquette | Qualité                                                                             |
| ------------- | ---------------- | ------------------- | --------- | ----------------------------------------------------------------------------------- |
| 1993          | 2001             | René Denimal        |           | Maire de Banteux (1983 → 2001)                                                      |
| 2001          | 2008             | Raymond Machut      |           | Maire de Villers-Plouich (2001 → )                                                  |
| avril 2008    | décembre 2008    | Jean-Jacques Dromas |           | Maire de Gouzeaucourt (1995 → 2008) Décédé en fonction                              |
| février 2009, | 2016             | Colette Dessaint    | PCF       | Maire de Masnières (1989 → 2016) Conseillère régionale (1998 → 2010) Démissionnaire |
| juin 2016     | 31 décembre 2016 | Jacques Richard     | DVG       | Maire de Gouzeaucourt (2009 → )                                                     |

### Compétences
L'intercommunalité exerce les compétences que lui ont transférées les communes membres, dans le cadre des dispositions du code général des collectivités territoriales. Il s'agit de :
Actions de développement économique
Actions de développement économique intéressant l’ensemble de la Communauté de Communes :

Création, aménagement, équipement, et entretien des zones d’activités industrielles et commerciales.

Sont définies comme Zones d’activités communautaires :
1. Zone d’activités des « Hauts de Masnières »
2. Zone d’activités des « Hauts de Gouzeaucourt »
3. Zone communautaire «  les sources d’énergie »
4. Zone communautaire de stockage des déchets verts Rue de la Vacquerie à Villers Plouich.
5. Zone Artisanale et Commerciale à Masnières
6. Bâtiment Relais de Masnières
7. Bâtiment Relais de Gouzeaucourt

Les actions visant à l’accueil et l’extension des entreprises sur le territoire de la communauté en partenariat avec la Chambre de Commerce, l’État, le Conseil Général, le Conseil Régional, la Chambre des Métiers, l’Union Européenne.
Aménagement de l’espace
- Elaboration, approbation, suivi et révision du Schéma de Cohérence Territoriale et des Schémas de secteurs. Dans ce cadre, la communauté de communes de la Vacquerie pose le principe de l’adhésion au syndicat mixte pour le S.C.O.T. du Cambrésis.

Réalisation des études spécifiques aux plans locaux  d’urbanisme (P.L.U) et des documents d’urbanisme sur le territoire communautaire en partenariat avec les Communes membres de la Communauté de Communes.
- Réalisation des études de cadre de vie sur le territoire communautaire pour  l’embellissement du cadre paysager et naturel en partenariat avec les Communes membres de la Communauté de Communes.

Protection et mise en valeur de l’environnement
Intégration d’une démarche de développement durable et de qualité environnementale menée par la Communauté de Communes.
- Collecte, traitement et valorisation  des déchets  ménagers  et assimilés.
- Gestion, valorisation  et traitement des déchets verts.
- Valorisation du patrimoine naturel, culturel, et touristique  de la Vallée du Haut-Escaut. Dans ce cadre la Communauté de Communes pose le principe de l’adhésion au Syndicat Mixte de la Valorisation du Haut Escaut.
- Schéma d'Aménagement et de Gestion des Eaux (SAGE) de l'Escaut.

Construction, entretien et fonctionnement d'équipements culturels, sportifs et d’équipements de l'enseignement préélémentaire et élémentaire
Équipements sportifs
Ont vocation à être déclarés d’intérêt communautaire, l’aménagement, l’entretien et la gestion des équipements sportifs qui répondent aux critères suivants : fréquentation essentiellement constituée par des habitants de la Communauté de Communes, défaut d’équipement similaire dans les Communes de Banteux, Gonnelieu et Villers Plouich, qualité des équipements et des prestations offerts, financement assuré par plusieurs partenaires.

Ces critères ont vocation à être affinés au fur et à mesure de la discussion avec les représentants des autres collectivités qui composent la Communauté de Communes.

Sont déclarés d’intérêt communautaire :
La Salle de Sports « Jean Degros », sise Rue du stade à Gouzeaucourt. Cette compétence s’exercera en partenariat avec le (S.I.F.I.C) Syndicat intercommunal de Fonctionnement du collège Pharamond Savary.

La Salle de Sports sise rue de Crèvecœur à Masnières. Cette compétence s’exercera en partenariat avec la Commune de Masnières.

Cette compétence s’exercera pour :
- Le remboursement des emprunts contractés et à venir.
- L’entretien, le fonctionnement et la gestion.
- Les charges de fonctionnement et d’investissement et les remboursements d’emprunts seront répartis  proportionnellement  au  nombre d’habitants.

Sont exclues : les extensions des Salles de Sports.

Les actions suivantes sont de la compétence de la communauté de communes dès lors qu’elles sont menées sur toutes les communes de la communauté :
Aides financières aux associations culturelles et sportives  intercommunales.
Action sociale d’intérêt communautaire
- animation enfance
  - Organisation de l’accueil péri-scolaire habilité pour les enfants scolarisés en maternelle et en primaire dans les lieux publics mis à disposition par les communes sans minimum de communes intéressées ni de jeunes accueillis.
  - Organisation de l’accueil de loisirs pour les enfants de 2 à 12 ans dans les lieux publics mis à disposition par les communes sans minimum de communes intéressées ni de jeunes accueillis.
- animation jeunesse
  - Organisation et animation d’un service destiné aux 11-18 ans et 18-25 ans dans les lieux publics mis à disposition par les communes sans minimum de communes intéressées ni de jeunes accueillis.
  - Mise en place de séjours sans minimum de communes intéressées ni de jeunes accueillis.
- La politique et les actions d’intérêt communautaire en faveur des personnes âgées, en partenariat avec l’A.D.M.R (Aide à Domicile en Milieu Rural) et l’Instance Locale de Coordination.
- Les actions favorisant l’insertion des personnes en difficulté en partenariat avec le P.L.I.E (Plan Local pour l’Insertion et l’Emploi du Cambrésis) et la Mission Locale.

Politique du logement et du cadre de vie
Est d'intérêt communautaire l'élaboration d'un Programme d'Intérêt Général (PIG) en faveur du logement.
Éclairage public
Sont considérés d’intérêt communautaire :

L’entretien, la rénovation, l’investissement et le fonctionnement des réseaux d’éclairage public sur le territoire communautaire.

Cette compétence s’exercera pour  l’éclairage des voiries sur le territoire communautaire.
Actions concourant à la diversification des sources d’énergie telles que notamment les actions favorisant la promotion des énergies renouvelables et l’implantation des éoliennes

### Régime fiscal et budget
La Communauté de communes est un établissement public de coopération intercommunale à fiscalité propre.
Elle perçoit la fiscalité professionnelle unique (FPU) – qui a succédé à la taxe professionnelle unique (TPU) – et assure une péréquation de ressources entre les communes résidentielles et celles dotées de zones d'activité, ainsi que la taxe d'enlèvement des ordures ménagères (TEOM).